# Derib
Den fransksprogede, schweiziske tegneserieskaber Claude de Ribaupierre blev født den 8. august 1944 i La Tour-de-Peilz. Under pseudonymet Derib har han tegnet en række populære serier, hovedsageligt i westerngenren med fokus på indianernes levevis, men også et par dyrefabler. Han har selv skrevet flere af historierne, mens andre er skrevet af Job, som han har haft et årelangt samarbejde med.

## Album og serier
- Hunden Attila
- Pythagoras & Co.
- Yakari
- Buddy Longway
- Go West
- Han som blev født to gange
- Min ven Blis
- Manden som troede på Californien
- Den røde vej
- Jo
- Pour toi Sandra

## Eksterne links
- Minetegneserier Arkiveret 6. maj 2022 hos  Wayback Machine
- le-carredas.ch
- lambiek.net
- bedetheque.com